# Hyperolius xenorhinus
Hyperolius xenorhinus és una espècie de granota de la família dels hiperòlids que viu a la República Democràtica del Congo i, possiblement també, a Uganda.